# Union soviétique aux Jeux olympiques d'été de 1980
L'Union soviétique participe aux Jeux olympiques d'été de 1980 à Moscou. 489 athlètes soviétiques, 340 hommes et 149 femmes, ont participé à 202 compétitions dans 23 sports. Ils y ont obtenu 195 médailles : 80 d'or, 69 d'argent et 46 de bronze. Avec ce total de médailles d'or, l'Union soviétique termine à la première place du tableau des médailles.